# Elis Wiklund
Elis Wiklund   (Kramfors, 12 de desembre de 1909 - Sollefteå, 17 de març de 1982) va ser un esquiador de fons suec que va competir durant les dècades de 1930 i 1940.
El 1936 va prendre part en els Jocs Olímpics de Garmisch-Partenkirchen, on va guanyar la medalla d'or en la prova dels 50 quilòmetres del programa d'esquí de fons.
En el seu palmarès també destaca una medalla d'or al Campionat del Món d'esquí nòrdic de 1934 i dos campionats nacionals.